# Place Pigalle
Place Pigalle este o piață situată în arondismentul 9 al Parisului, între Bulevardul Clichy și Bulevardul Rochechouart, în apropiere de Bazilica Sacré-Cœur, la poalele colinei Montmartre. Numele pieței provine de la sculptorul Jean-Baptiste Pigalle (1714-1785) și este locul cel mai cunoscut din cartierul Pigalle.

## Istoric
Piața și străzile din jurul ei formau, la sfârșitul secolului al XIX-lea, un cartier în care se aflau ateliere de pictură și cafenele literare dintre care cea mai celebră era Nouvelle Athènes.
Ea a inspirat, printre altele, un cântec celebru al lui Georges Ulmer și un cântec al lui Elliott Smith.

## Clădiri importante și locuri memorabile
- nr. 1: fostul amplasament al cafenelei L'Abbaye de Thélème, care expunea picturi.
- nr. 3, colț cu bulevardul Frochot: fostul amplasament al café du Rat mort, care era deschis toată noaptea, la sfârșitul secolului al XIX-lea.
- nr. 5: atelierul lui Gabriel Dauchot (1927-2005), un pictor din Școala de la Paris.[necesită citare]
- nr. 9 : fosta locație a café de la Nouvelle Athènes. Fotograful Paul Sescau (1858-1926) a deschis deasupra cel de-al doilea atelier de lucru în 1896 pentru a fi mai aproape de clienții săi artiști. La Nouvelle Athènes a devenit Le Sphynx în anii 1920-1940, un local de strip-tease, și apoi New Moon, local unde cântau trupe de rock în anii 1970 și 1980. Clădirea originală a ars în 2004 și a fost complet distrusă.
- nr. 11: Folies Pigalle, un fost teatru în stil italian, apoi cabaret și în final cinematograf, devenit discotecă începând din 1991.

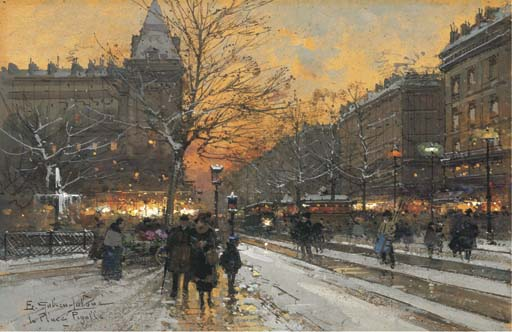
Pictura Place Pigalle (aprox. 1910) atribuită lui Eugène Galien-Laloue, locație necunoscută.
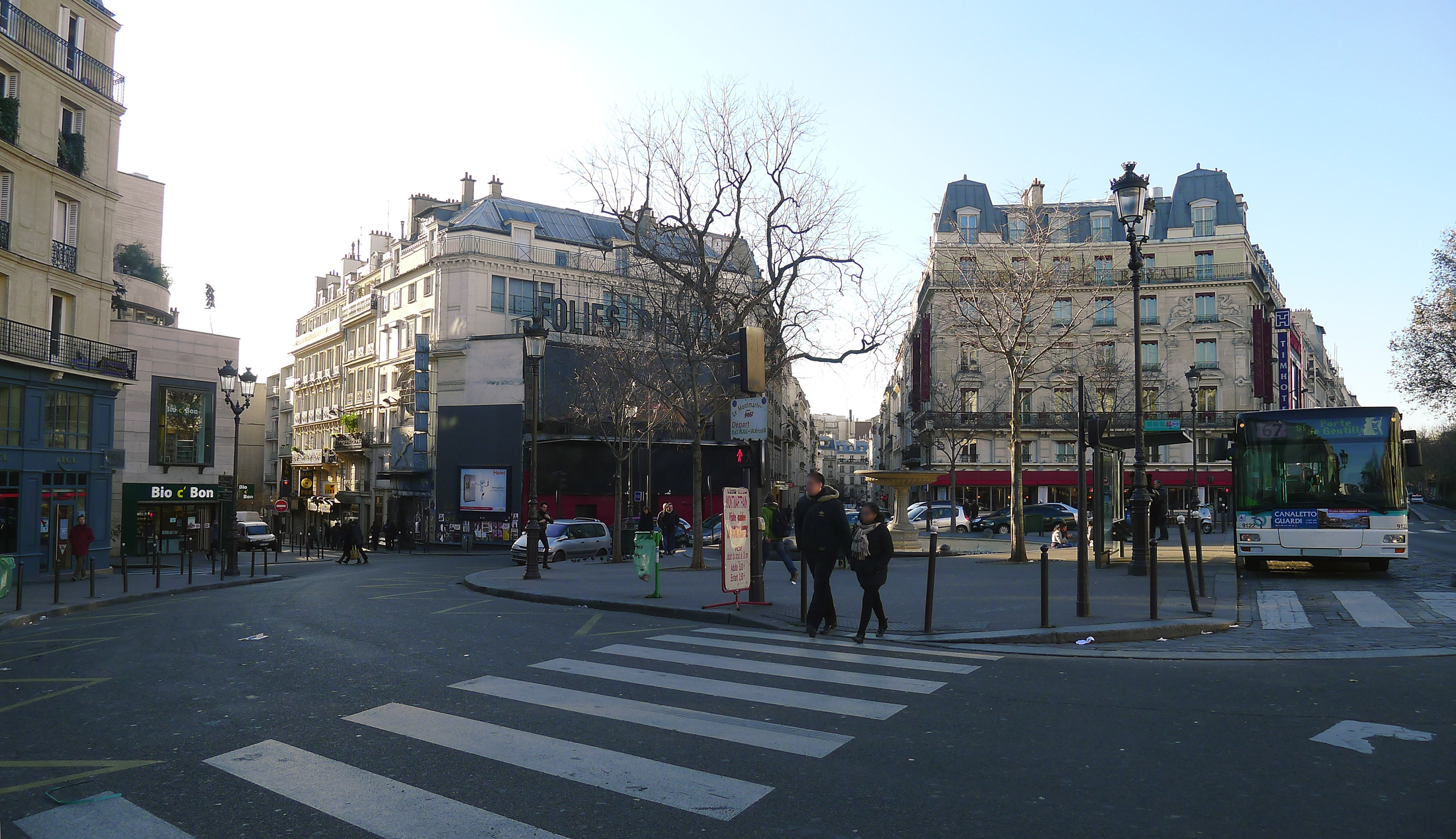
Piața Pigalle.

## Acces
Această piață este deservită de stația de metrou Pigalle.

## Joc de societate
Place Pigalle se află inclusă în varianta franceză a jocului Monopoly.